# Гаврилюк Юрій Іванович
Ю́рій Іванович Гаврилю́к (нар. 2 вересня 1964, Більськ-Підляський, Польща) — український письменник, історик, публіцист, культурний та суспільний діяч на Підляшші в Польщі. Член Національної спілки письменників України з 2002 року. Один з організаторів руху українського національного відродження на Підляшші. Головний редактор українського журналу «Над Бугом і Нарвою».

## Біографія
Народився 2 вересня 1964 року в місті Більську Підляському, Польща. Закінчив ліцей у Більську. 1983 року заснував українське підляське видавництво «Думка». У 1987—1989 роках був редактором і видавцем журналу «Основи» та інших неперіодичних видань. У 1989—1990 роках став співзасновником польськомовного бюлетеня «Krąg». У 1990 році закінчив Ягеллонський університет у Кракові за спеціальністю історик-архівіст. У 1991—1993 роках працював у Центрі української науки і культури у Кракові. У 1993—1996 роках був секретарем головної управи Союзу українців Підляшшя. З 1991 року ввійшов до редакції журналу «Над Бугом і Нарвою», а з 2001 року став його головним редактор. У 1993—1998 та 2000—2001 роках був головою підляського видавництва «Основи». У 2002 році став членом Національної спілки письменників України.

## Творчий доробок
Юрій Гаврилюк є автором досліджень з історії Підляшшя та його зв'язків з Україною. Співпрацював з редакціями українських і польських періодичних видань. З 1990-х років публікується в українських періодичних виданнях, зокрема часописах: «Пам'ятки України», «Старожитності», «Краєзнавство», «Бористен» (Дніпро), літературному журналі «Київська Русь», тижневиках «Дзеркало тижня», «Український тиждень», щоденних газетах «День», «Львівська газета», «Суботня пошта» (Львів) та інших. Є упорядником антології «Ruś podlaska. Podlasie w opisach romantyków» (Bielsk Podlaski, 1995), збірника «Заколядуймо всі разом» (Ботьки, 1999). Один з авторів у Антології українського верлібру «Ломикамінь» (Львів, «Піраміда», 2018). Зі шкільних років захоплюється фотографуванням. Проводив виставки у Львові (2008, фотогалерея Василя Пилип'юка; 2011, Львівський музей історії релігії), Торонто (Канада, 2009), Зеленій Горі (Польща, 2009) та в Білостоці (Польща, 2011).

### Наукові роботи
- Істория Пудляша до 1321 року. — Більськ, 1987.[4]
- Гаврилюк Ю. Пропозиції запису підляських діялектів [Архівовано 23 травня 2013 у Wayback Machine.]. — Більськ: Думка, 1988. — 13 с.[3][4]
- Історія Підляшшя (Берестейської землі) у X—XIV століттях. — Гайнівка, 1990.[2][3]
- Z dziejów Cerkwi prawosławnej na Podlasiu w X—XVII wieku. — Bielsk Podlaski, 1993.[3][4]
- «Ятвяги» на Поліссі. — «Бжескі трактат покойови в 1918 року помендзи Украінов а паньствамі Центральнимі і проблем Подляся». — «Краковске зешити украізнавче». — Кракув, 1993.[2]
- Ruś podlaska. Podlasie w opisach romantyków. — Більськ, 1995.[4]
- Холмщина і Підляшшя: Істор.-етногр. дослідж. — К., 1997. (співавтор)[3]
- Піддяшшя і Берестейщина — шляхи спільної історії. — «Берестейський край», Берестя, 1997, № 33.[2]
- Земя бжеска в добє паньствовосці рускей (X—XIV) — «Краковске Зешити Украіно знавче». Кракув, 1997.[2]
- В полескей глуши (в 80-лєцє бжескей «Просвіти»). — «Над Бугом і Нарвою», Більськ, 1998.[2]
- Kraje ruskie Bielsk, Mielnik, Drohiczyn: Rusini-Ukraińcy na Podlaszu — fakty і kontrowersje. — Kraków, 1999; Bielsk Podlaski, 2001.[3][2][4]
- Podlasze. Śladami ruskiej przeszłości. — Bielsk Podlaski, 2000.[3][4]
- Берестейщина — регіон у лабетах геополітики. — «Пам'ятки України: історія і культура», К., 2002, № 3-4, с. 61-82.[2]
- Де церкви стоять і мова лунає. Ескізи із українсько-польського суміжжя. — Львів 2012.
- Orla: barwy ojcowizny. — Białystok, 2012. (співавтор)
- Від Володимирових походів до лінії Керзона. — Торонто-Білосток, 2013. (укр.) (пол.) (англ.)
- Край тура й зубра. Історія, культура, пам'ятки Більсько-Гайнівської землі. — Пухли, 2013. (співавтор)
- Хронологіон 2001—2011. Записки. — Перемишль, 2014.
- Син Холма. Михайло Грушевський 1866—1934. — Холм, 2016.

### Художні роботи
Поетичні збірки
- В непроминаючому поході. — Більськ Підляський, 1986.[1][4]
- Негербовії ґенеалогії. — Більськ: Думка, 1988. — 24 с.[1][4]
- Голоси з Підляшшя. — Париж; Львів; Цвікау, 1999.[1][4]

Літературно-публіцистичної збірки
- Nechaj żywe Pudlasze!: Z pereżytoho i peredumanoho. — Більськ Підляський, 2001.[1][4]

Книги вибраних творів
- В павутинні життя. — Більськ Підляський, 2004.[1]

## Родина
Одружений з українською поетесою Євгенією Жабінською.

## Нагороди і відзнаки
- Премія імені Дмитра Нитченка (Україна, 2007[4][5])
- Орден «За заслуги» III ступеня (Україна, 2009[5])